# Hektograf

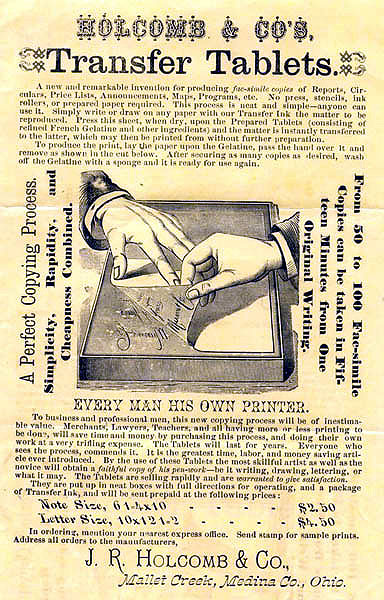
„Každý svým tiskařem“, upoutávka na hektograf z roku 1876

Hektograf (řec., technika hektografie) je přístroj na tisk bez použití lisu. Obdobné přístroje s poněkud odlišnými specifikacemi (a poněkud odlišnými názvy: autograf, chromograf, multigraf, kilograf) vznikaly především v druhé polovině 19. století, v Rakousku-Uhersku si přístroj patentovali v roce 1879 Vincenc Kwaysser a Rudolf Husák. Přístroj má jednoduchou konstrukci, do mělké nádoby je vložena speciální masa z želatiny, glycerinu a vody. Na tuto masu se přiloží papír pokrytý speciálním (hektografovým) inkoustem, který se na masu přenese. Z tohoto podkladu se přikládáním papíru dalo pořídit okolo 100 kopií (odtud název).